# São Tomé (ville)
Pour les articles homonymes, voir São Tomé.
São Tomé (ou Saint-Thomas) est la capitale de Sao Tomé-et-Principe, sur l'île de São Tomé, la plus grande ville du pays avec 71 800 habitants en 2015 et le chef-lieu du district d'Água Grande.
C'est l'une des plus anciennes villes coloniales d'Afrique.

## Histoire et culture

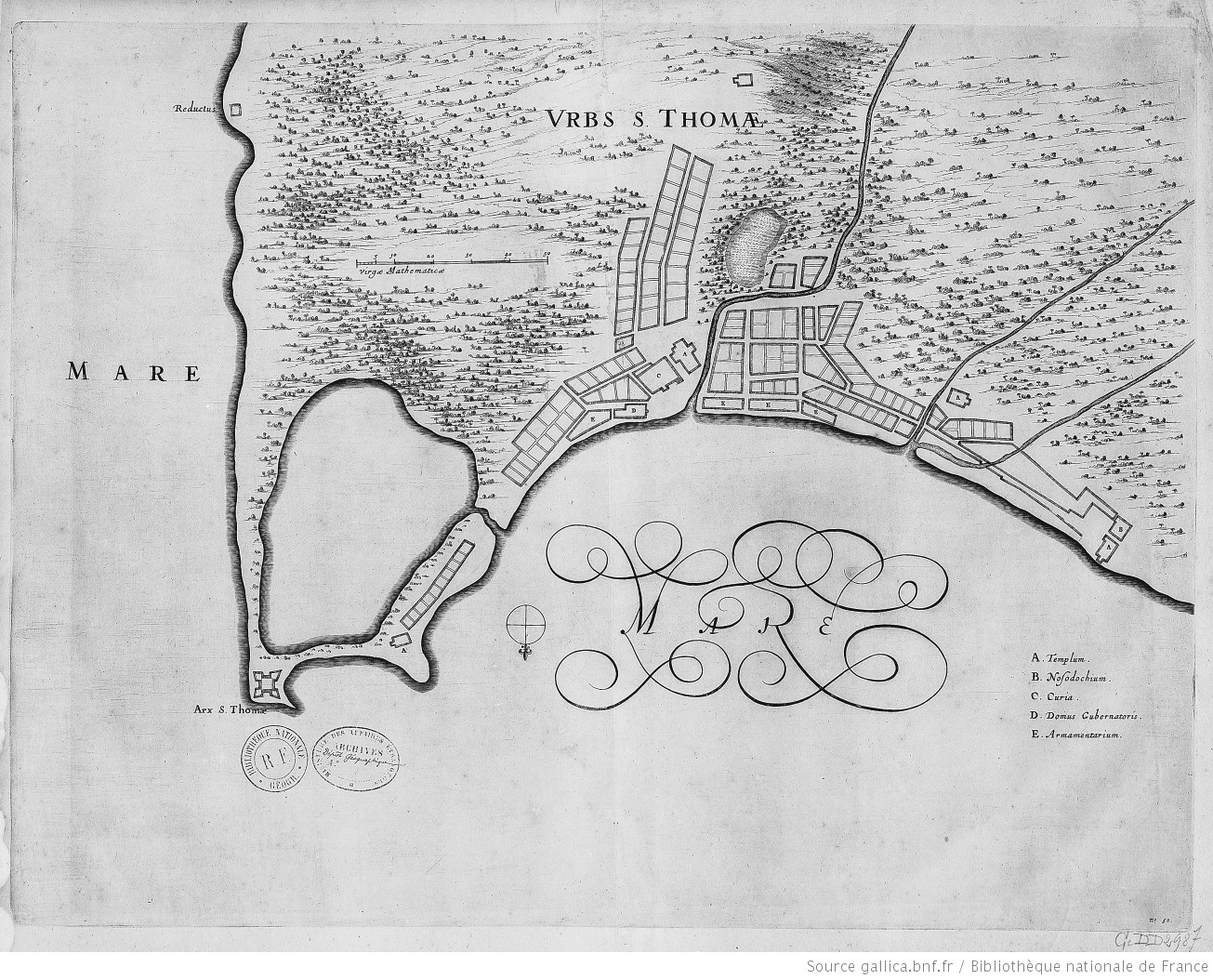
Urbs S. Thomae (carte de 1647)

Álvaro Caminha fonda la colonie de São Tomé en 1493. Les Portugais vinrent à São Tomé à la recherche de terres pour cultiver la canne à sucre. L'île était inhabitée avant l'arrivée des Portugais vers 1470. São Tomé, située à environ 40 kilomètres (25 miles) au nord de l'équateur, avait un climat suffisamment humide pour cultiver la canne à sucre en abondance à l'état sauvage. En 1497, 2 000 enfants juifs, âgés de huit ans et moins, furent emmenés de la péninsule ibérique pour recevoir une éducation catholique, conformément à la politique nationale de conversion au catholicisme. Le royaume africain voisin du Kongo devint également une source de main-d’œuvre esclave. L'île de São Tomé était le principal centre de production de sucre au XVIe siècle ; il a été dépassé par le Brésil en 1600.
São Tomé est centrée sur une cathédrale du XVIe siècle, qui a été en grande partie reconstruite au XIXe siècle. Un autre bâtiment ancien est le Fort São Sebastião, construit en 1566 et aujourd'hui musée national de São Tomé. Le 9 juillet 1595, une révolte d'esclaves menée par Rei Amador prend le contrôle de la capitale ; ils furent subjugués en 1596. En 1599, les Hollandais prirent la ville ainsi que les îles pendant deux jours ; ils le réoccupèrent en 1641 pendant un an. La ville a servi de capitale de la colonie portugaise de São Tomé et Príncipe et, depuis l'indépendance de São Tomé et Príncipe en 1975, de capitale de la nation souveraine.

## Géographie
Important en tant que port, São Tomé est situé dans la baie d'Ana Chaves, au nord-est de l'île de São Tomé, et Ilhéu das Cabras se trouve à proximité au large. São Tomé est située au nord-est de Trindade, au sud-est de Guadalupe et au nord-ouest de Santana. Elle est reliée à ces villes par une autoroute qui encercle presque toute l'île de São Tomé. Il est relié au Cap-Vert par un ferry hebdomadaire.
Les caractéristiques de la ville comprennent le palais présidentiel, la cathédrale et un cinéma. La ville abrite également des écoles, des collèges, des lycées, un institut polytechnique, deux marchés, trois stations de radio, la chaîne de télévision publique TVSP, plusieurs cliniques et hôpitaux, le principal aéroport du pays - l'aéroport international de São Tomé (avec des vols réguliers directs vers l'Angola, le Gabon, le Ghana et le Portugal ainsi que des vols intérieurs occasionnels vers Príncipe), et de nombreuses places (praças). São Tomé est également le centre des réseaux routiers et de bus de l'île. La ville est bien connue pour jouer du tchiloli.

## Enseignement supérieur
L'université de Sao Tomé-et-Principe (en) est fondée en 2014.

## Lieux de culte
On compte principalement des églises et temples chrétiens comme lieux de culte, relevant des diocèse de Sao Tomé-et-Principe (Église catholique), Église universelle du royaume de Dieu, Assemblées de Dieu. 

## Transports

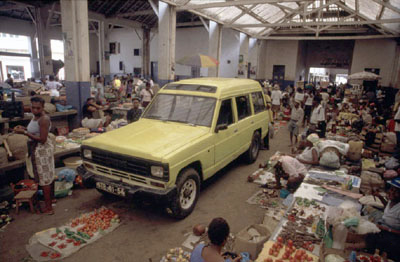
Sous une halle du marché principal de São Tomé (et Principe)

La ville est desservie par les airs grâce à l'aéroport international de São Tomé.

## Économie
São Tomé est également un port, mais la faible profondeur de ses eaux l'empêche de recevoir des bateaux de fort tonnage. Un système de barges permet alors de récupérer les conteneurs plus au large, en attendant l'éventuelle réalisation d'un port en eaux profondes avec son coût environnemental.
On y pratique la pêche au gros (espadons et marlins), au filet, ou celle des poissons volants ou exocets.

## Climat
São Tomé présente un Climat tropical de savane et sec (Köppen As), bien qu'il ne soit pas loin d'un climat semi-aride (BSh) en raison de l'influence du courant froid de Benguela, qui rend même les mois les plus humides plus secs que ce à quoi on pourrait s'attendre pour une latitude aussi basse mais rend en même temps la ville très nuageuse et brumeuse même pendant la saison sèche presque sans pluie du milieu de l'année. La ville connaît une saison des pluies relativement longue, d'octobre à mai, et une courte saison sèche. São Tomé reçoit en moyenne un peu moins de 900 mm (35 pouces) de précipitations par an. Les températures dans la ville sont relativement constantes, avec des températures maximales moyennes généralement autour de 30 °C (86 °F) et des températures minimales moyennes autour de 22 °C (71,6 °F). 
| Mois                              | jan. | fév. | mars | avril | mai | juin | jui. | août | sep. | oct. | nov. | déc. | année |
| --------------------------------- | ---- | ---- | ---- | ----- | --- | ---- | ---- | ---- | ---- | ---- | ---- | ---- | ----- |
| Température minimale moyenne (°C) | 20   | 20   | 20   | 20    | 19  | 19   | 19   | 19   | 19   | 19   | 19   | 19   | 19    |
| Température maximale moyenne (°C) | 32   | 33   | 33   | 33    | 32  | 31   | 31   | 31   | 32   | 32   | 32   | 32   | 33    |
| Précipitations (mm)               | 81   | 107  | 150  | 127   | 135 | 28   | 0    | 0    | 23   | 109  | 117  | 89   | 966   |

| Diagramme climatique                                  |         |         |         |         |        |       |       |        |         |         |        |
| J                                                     | F       | M       | A       | M       | J      | J     | A     | S      | O       | N       | D      |
| 322081                                                | 3320107 | 3320150 | 3320127 | 3219135 | 311928 | 31190 | 31190 | 321923 | 3219109 | 3219117 | 321989 |
| Moyennes : • Temp. maxi et mini °C • Précipitation mm |         |         |         |         |        |       |       |        |         |         |        |

## Gallery

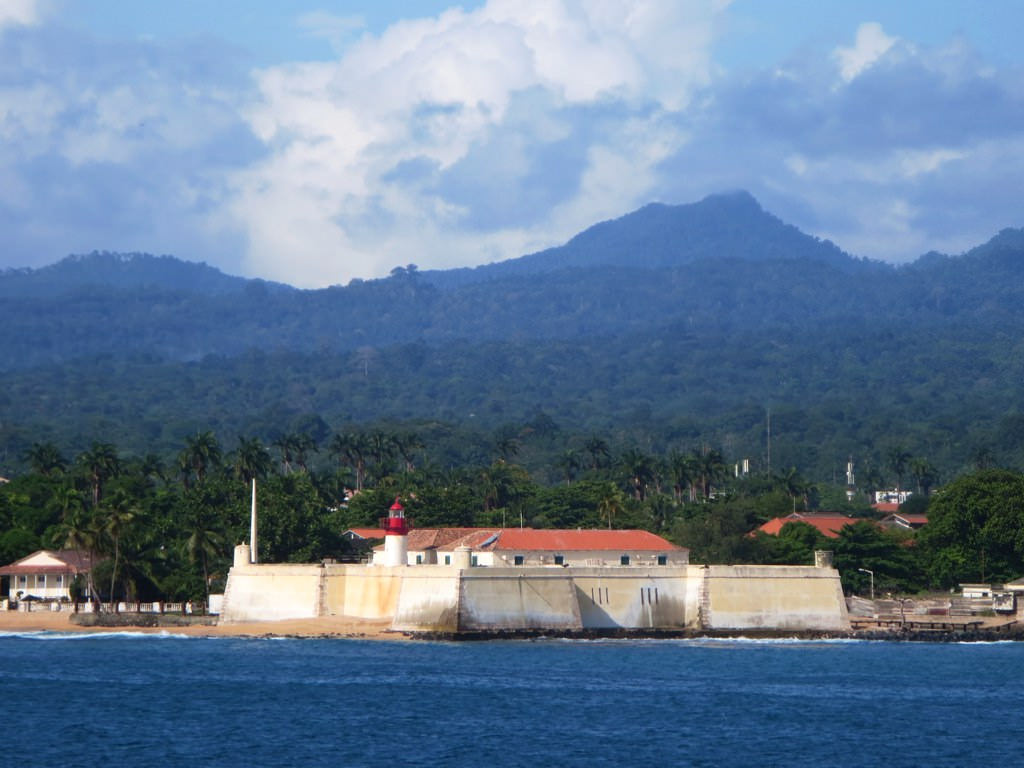
Musée de São Sebastião.
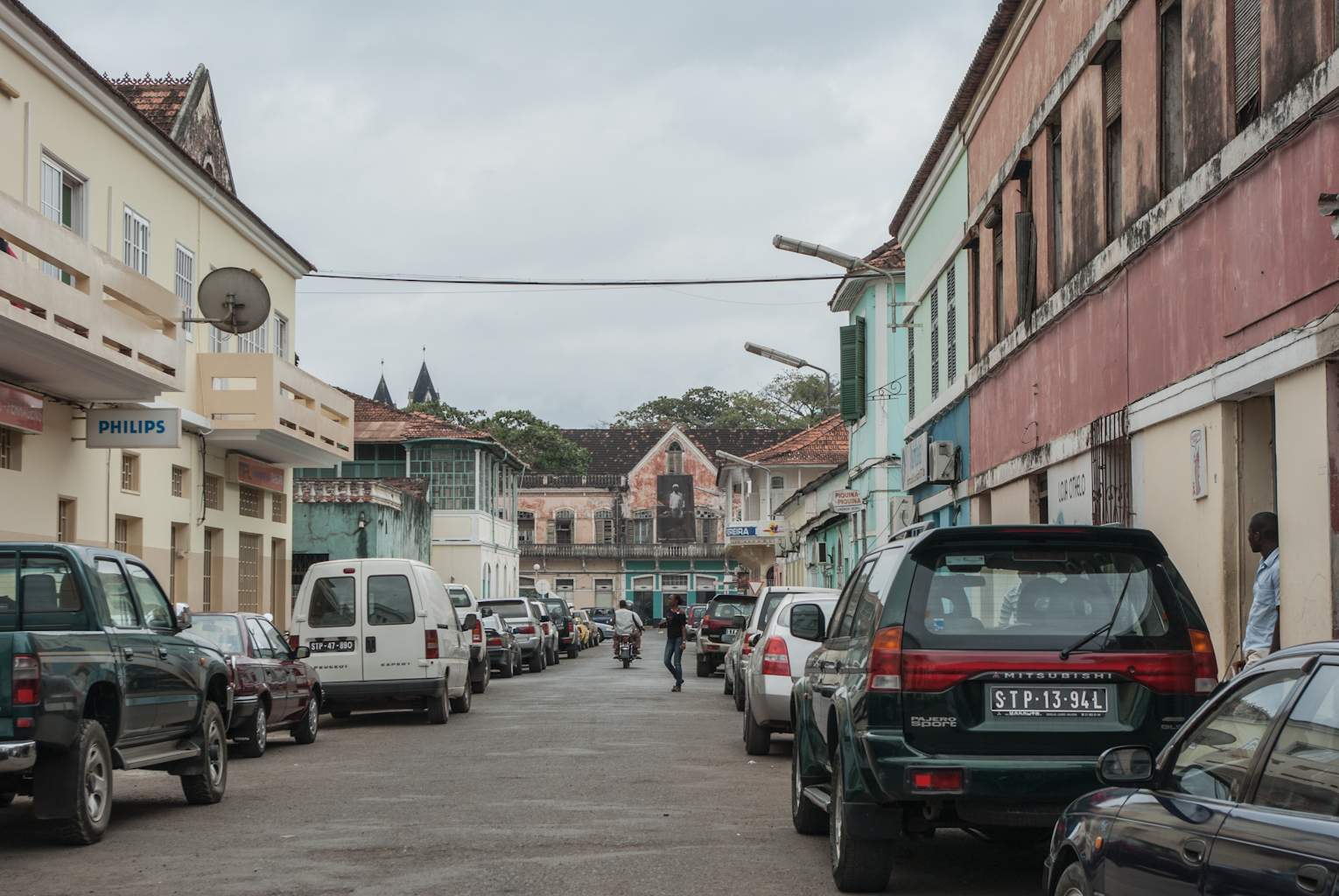
Ville de São Tomé
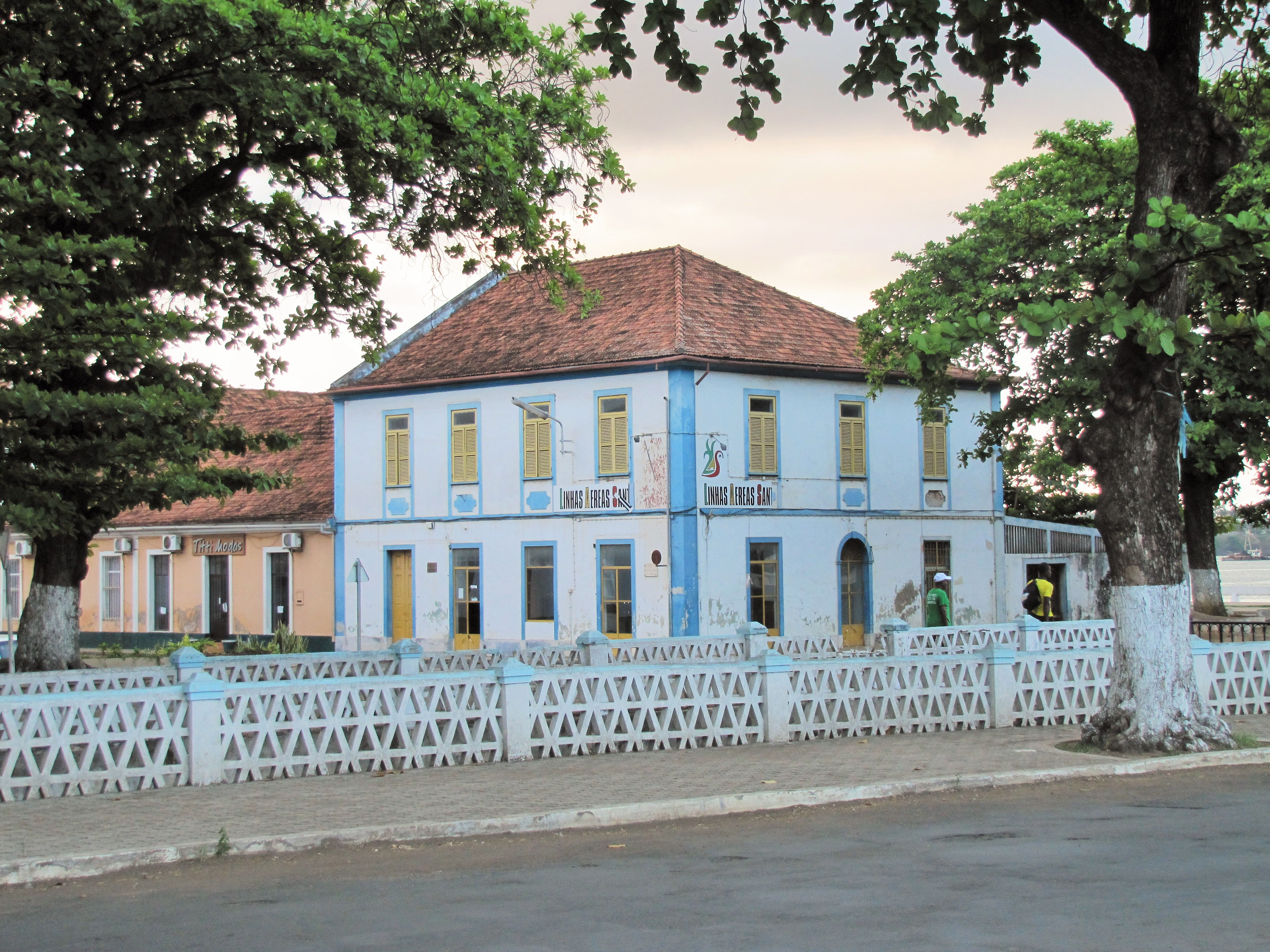
Centre-ville de São Tomé
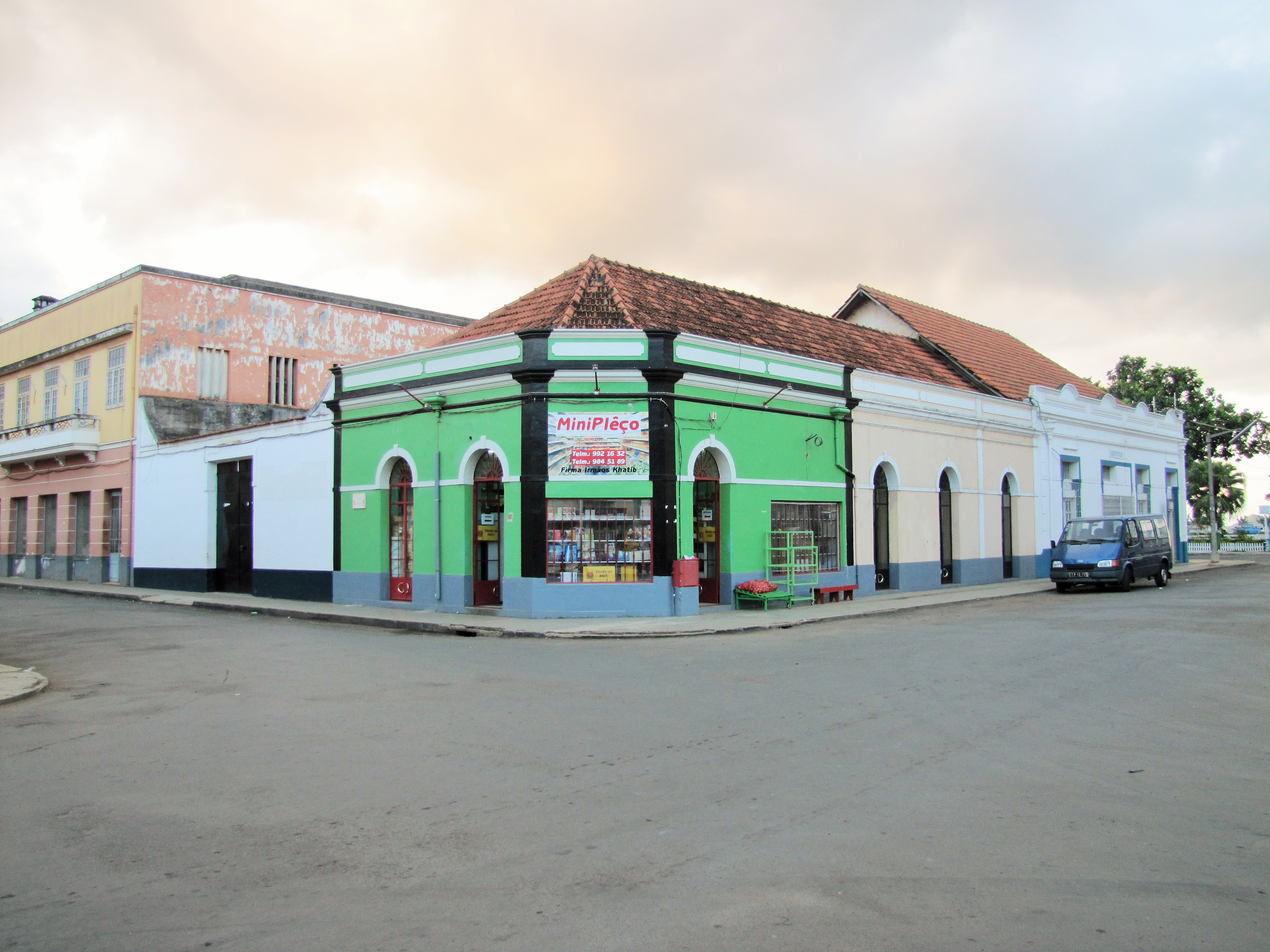
Ville de São Tomé
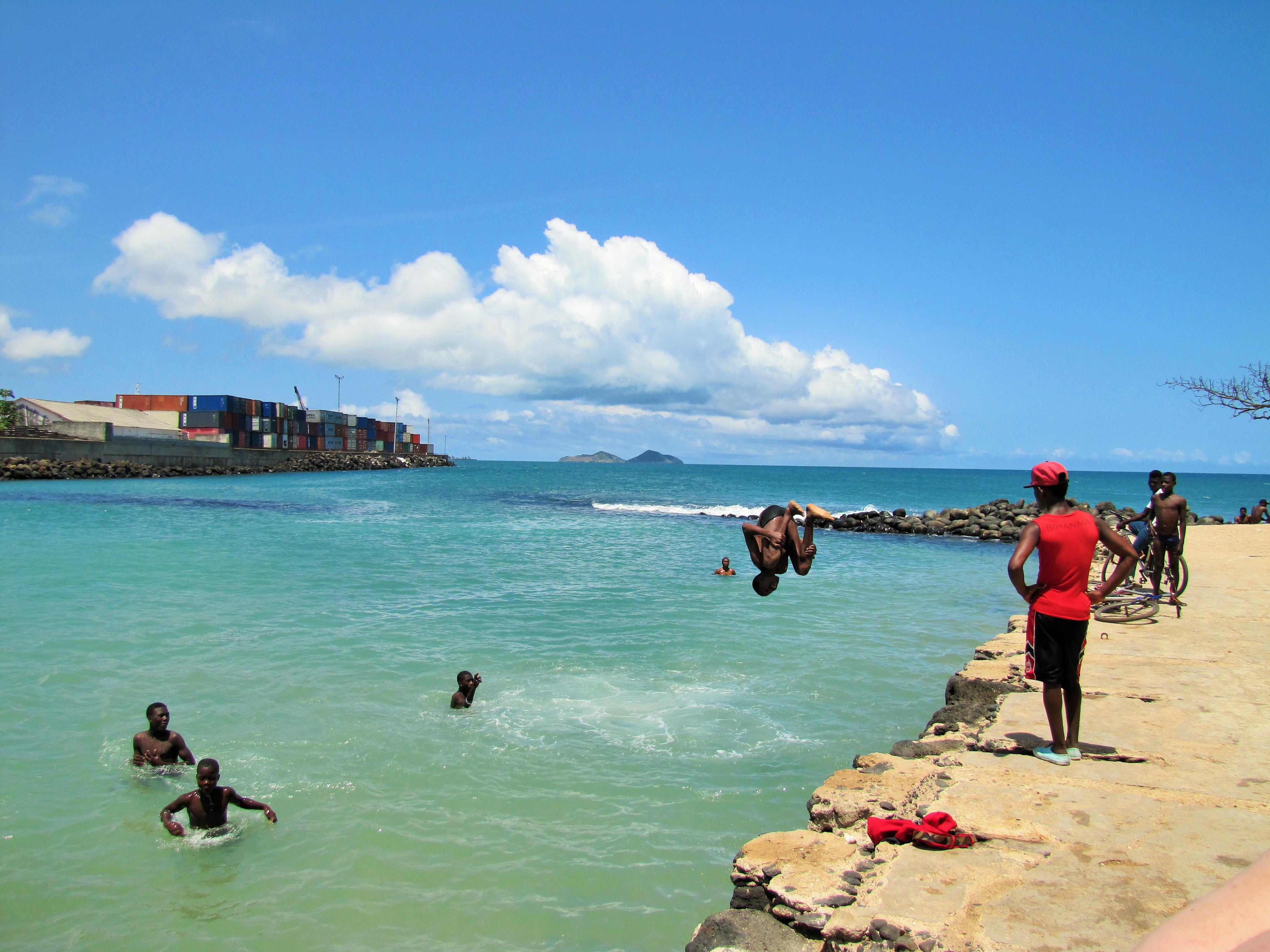
Les enfants sautent du quai
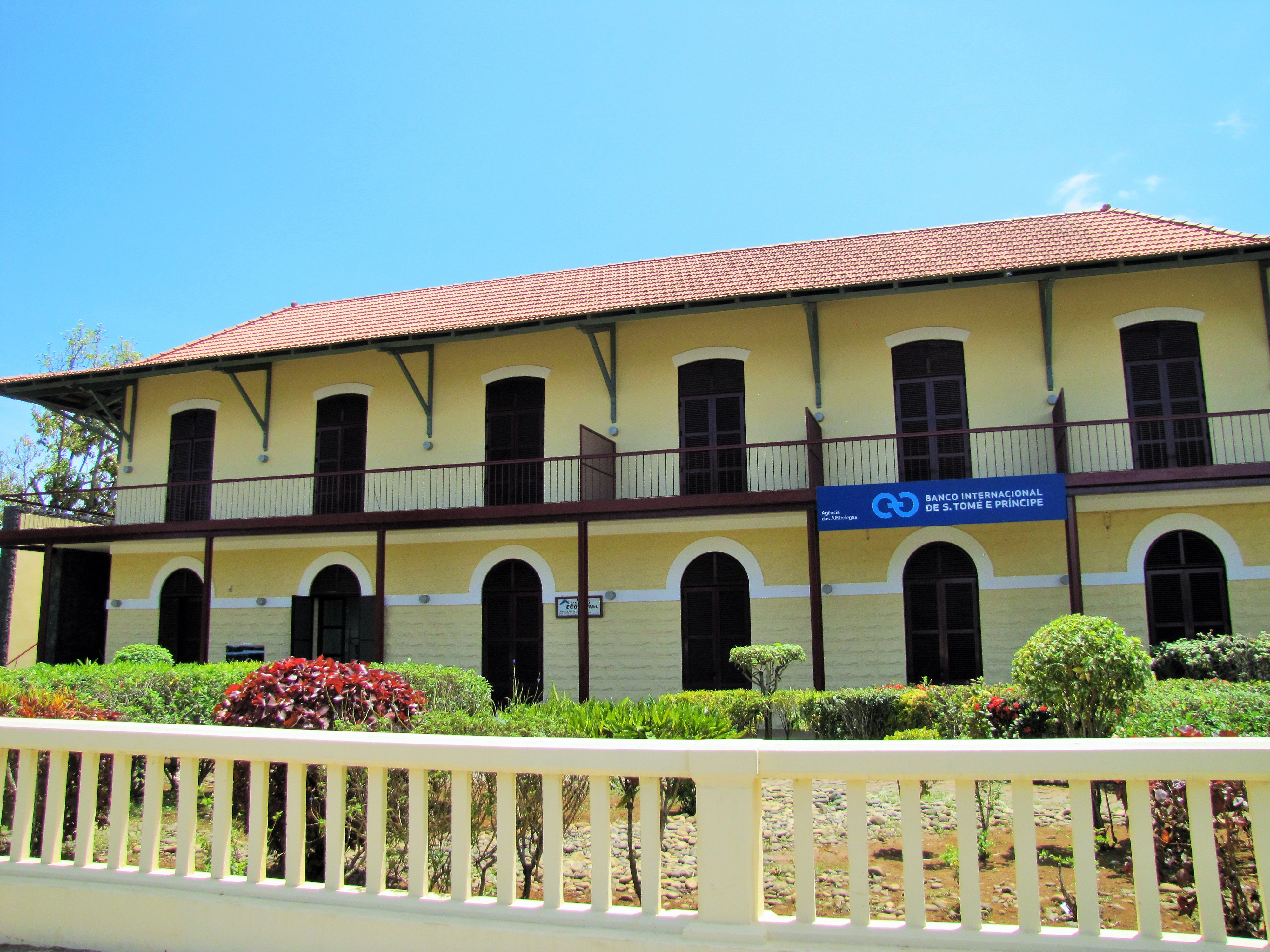
Ancien siège de Banco Internacional de São Tomé e Príncipe
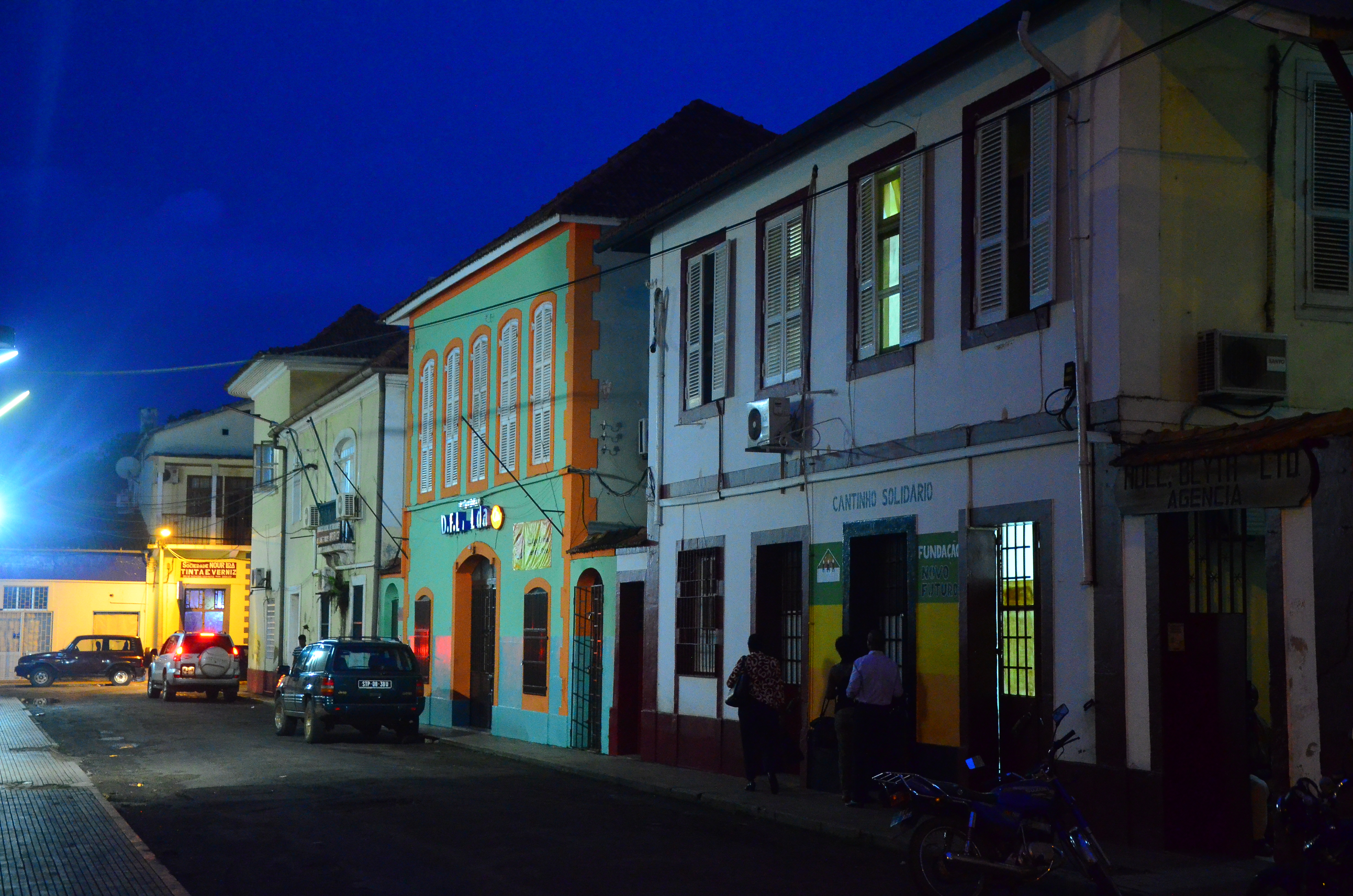
Centre-ville de São Tomé
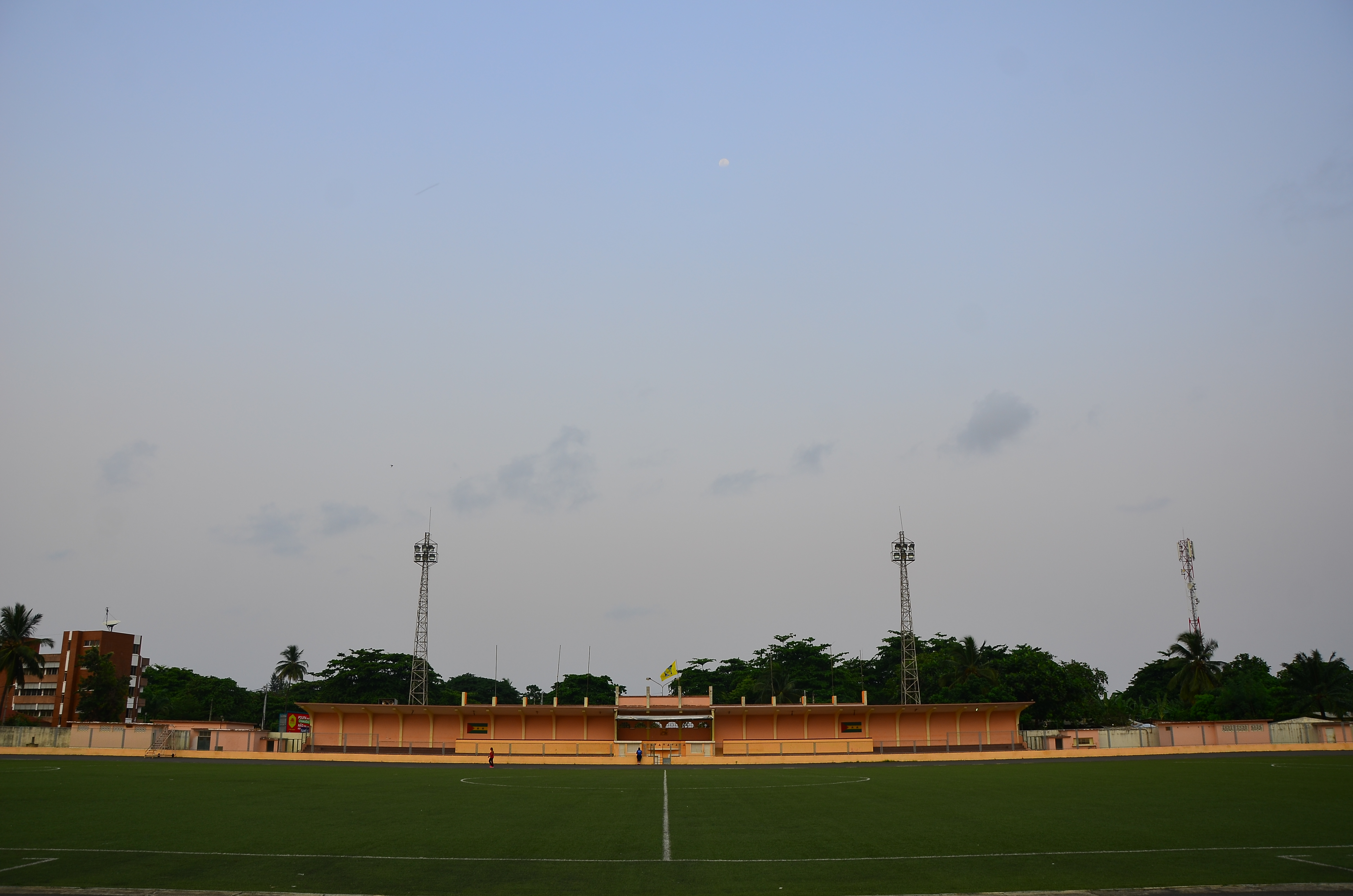
Estádio Nacional 12 de Julho
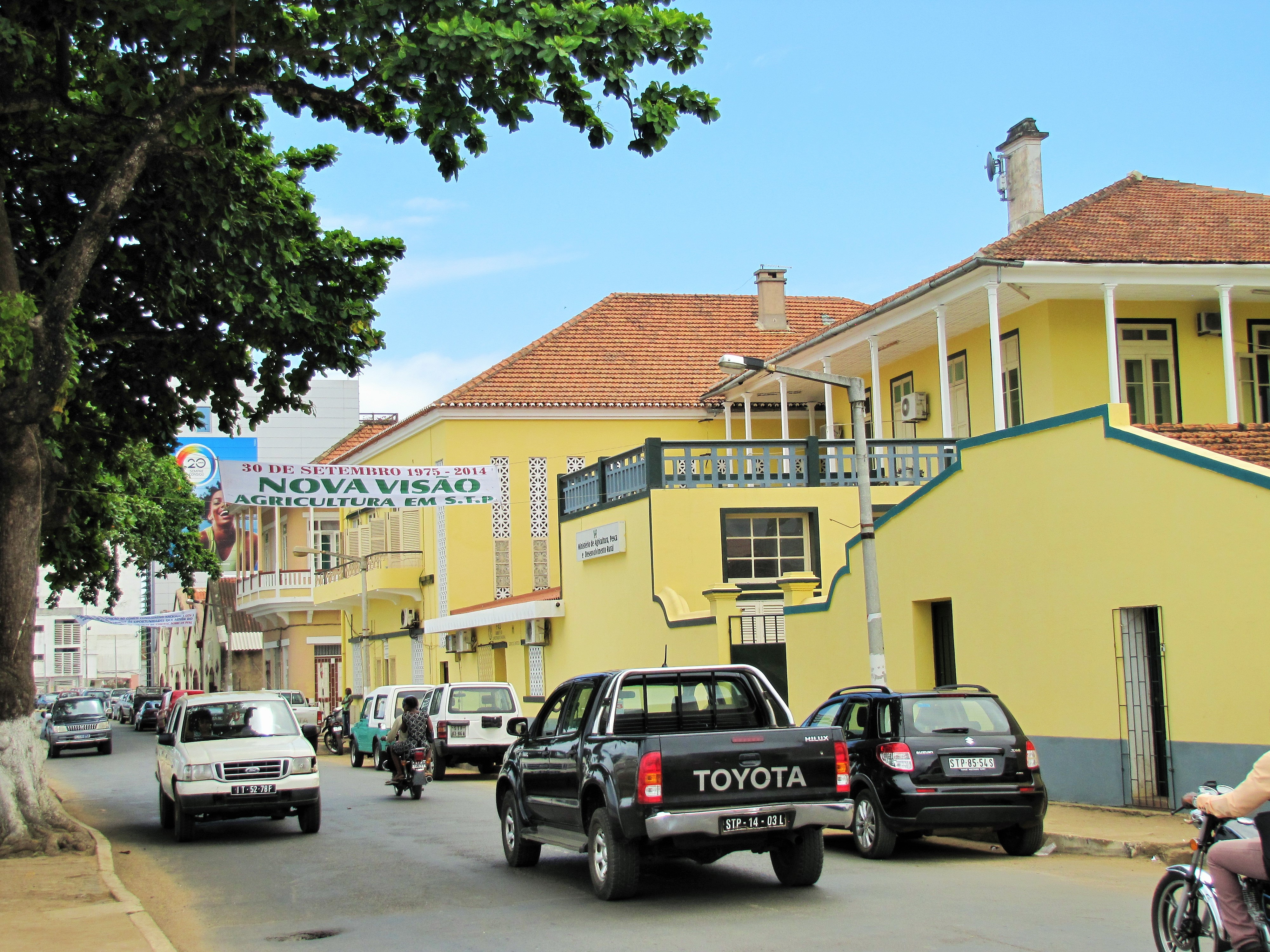
São Tomé, STP
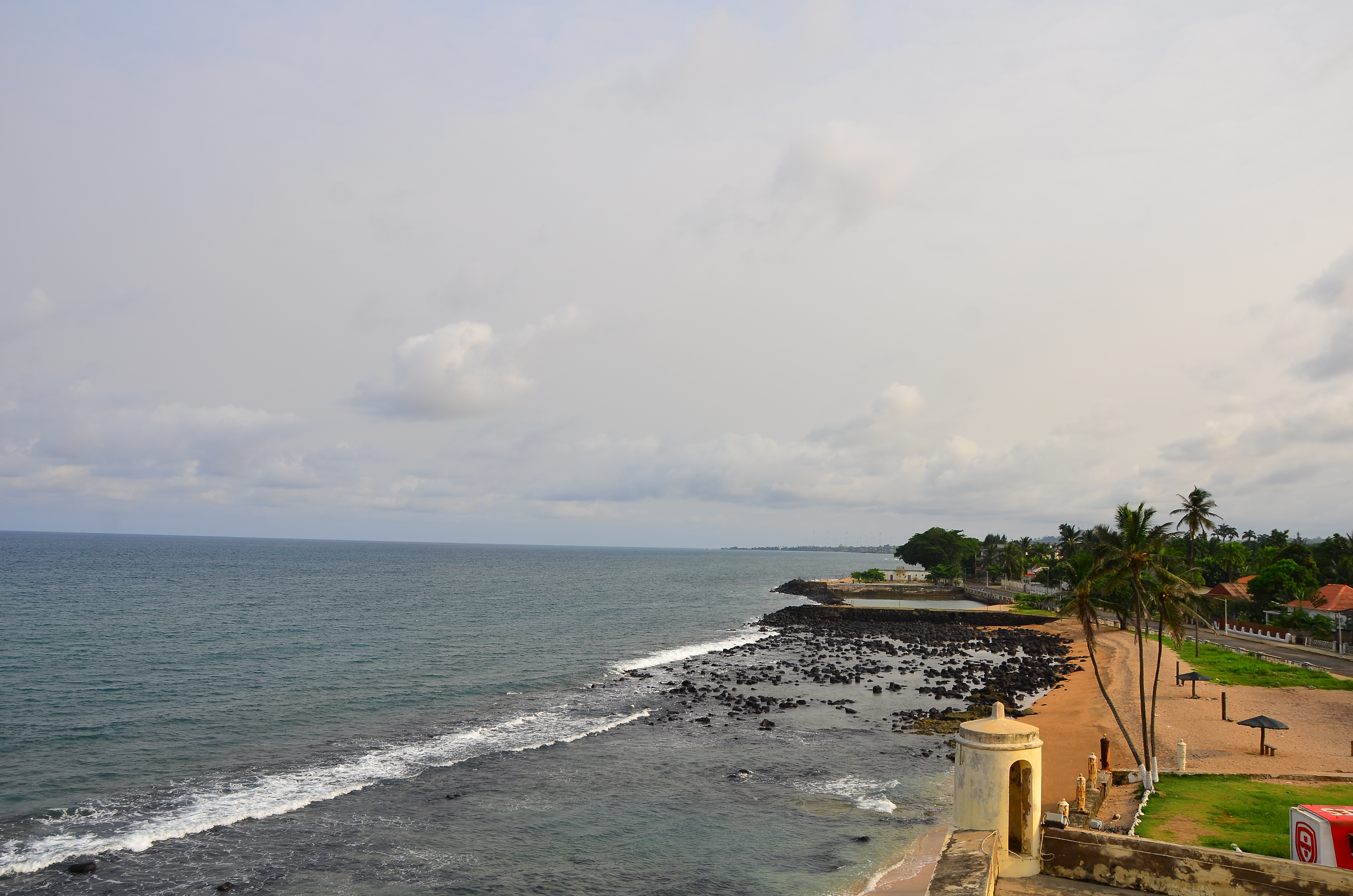
Baía Ana Chaves, São Tomé
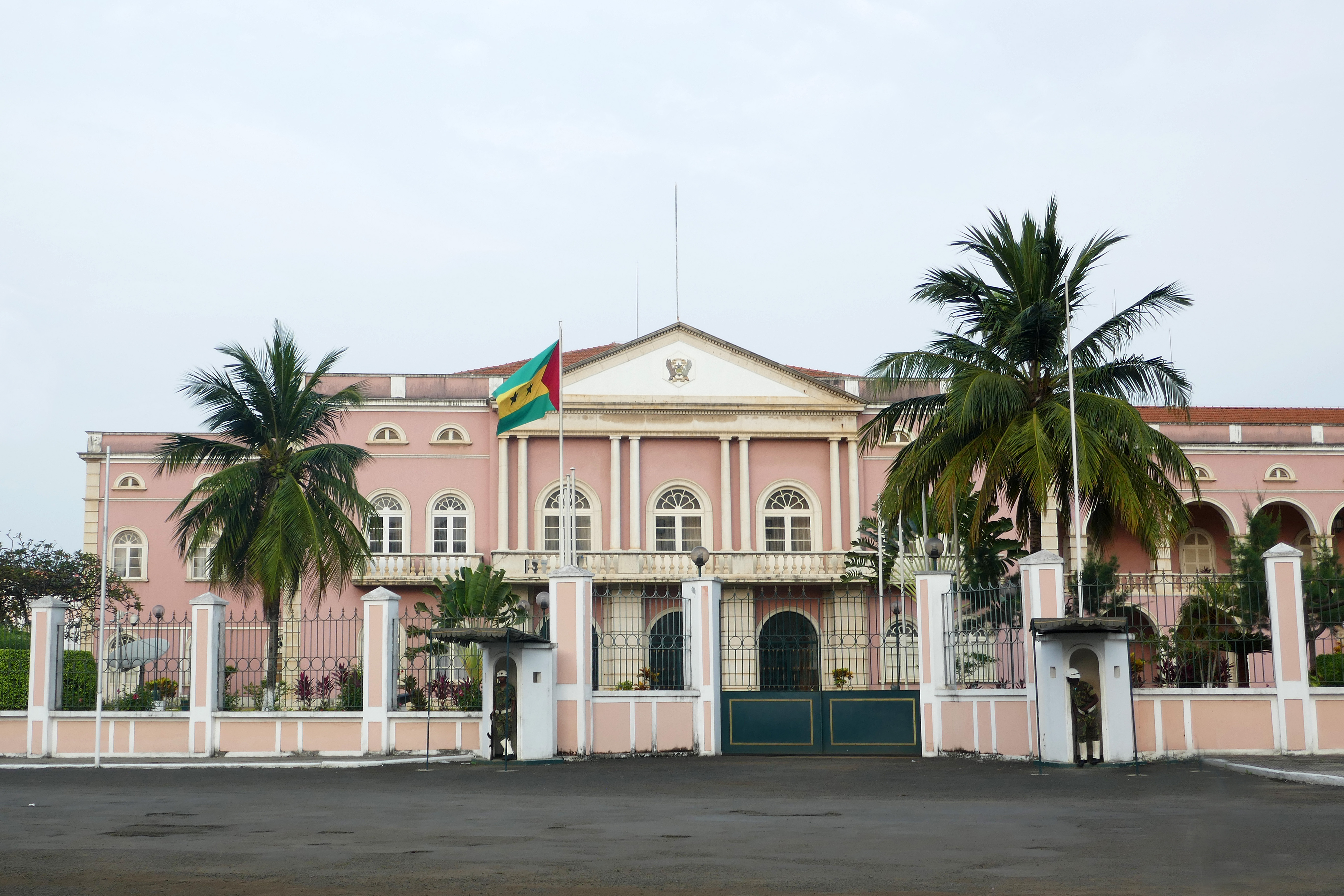
Presidential Palace
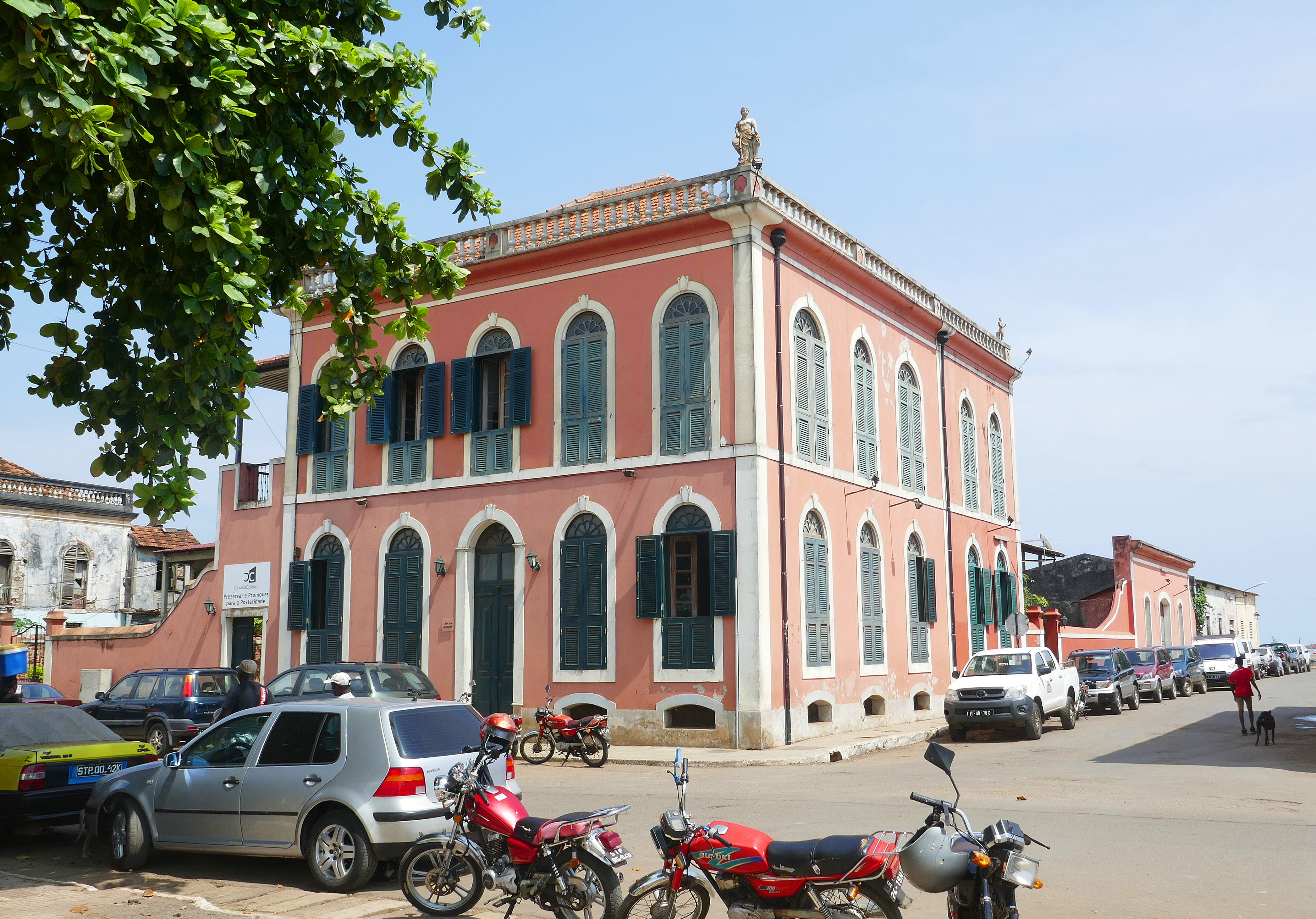
Casa da Cultura de São Tomé
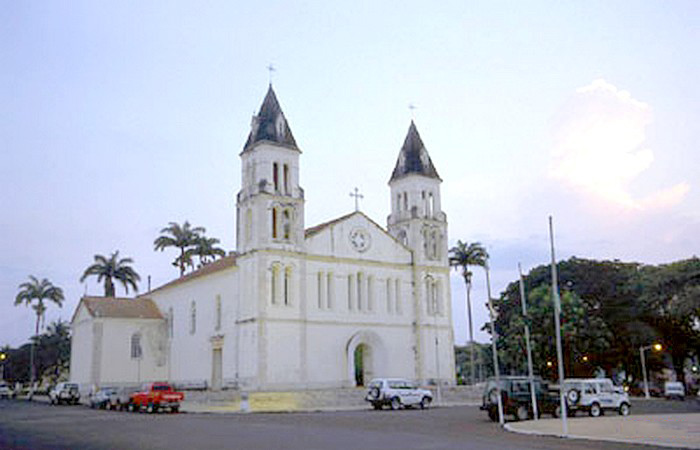
Façade de la cathédrale Notre-Dame-de-Grâce (église catholique)

## Personnalités nées à São Tomé
- Guadalupe de Ceita
- José Vianna da Motta
- Nuno Espírito Santo
- Almada Negreiros
- Alda do Espírito Santo
- Patrice Trovoada
- Aurélio Martins
- Tomé Vera Cruz
- Conceição Lima
- Olinda Beja
- Miguel Trovoada
- Francisco José Tenreiro
- Fradique de Menezes
- Guilherme Posser da Costa